# 的黎波里號兩棲突擊艦 (LHA-7)
的黎波里号两栖攻击舰 （英语：USS Tripoli LHA-7），是美国海军美利坚级两栖攻击舰的二号舰。

## 设计
的黎波里号的设计基于马金岛号两栖攻击舰 (LHD-8)。其大约45%的设计都是基于LHD-8的，但移除了登陆艇的坞舱，以便为飞机和航空燃料留出更多空间。这个改进也使机库拥有了两个更宽的高顶棚区域，每个区域内都配备了一个用于飞机维修的桥式起重机。此外，还重新布置了指挥控制中心，增加了一个舰上医院和不少航空支持空间。 的黎波里号的设计特点是扩大了机库面积，重新调整和扩展了航空维修设施，并大大增加了零件和支持设备的装载量。

## 建造和服役
的黎波里号由亨廷顿·英格尔斯工业位于密西西比州帕斯卡古拉的造船厂建造。2013年7月开始船舶部件制造，2014年6月20日举行了船舶龙骨铺设仪式。 2017年5月1日，的黎波里号下水，同年9月16日被命名。
到2019年，的黎波里号比原来计划进度落后了大约一年。 该舰于2020年2月28日交付给海军，为测试做准备。2019冠状病毒疫情期间，《华尔街日报》在2020年4月17日报告说，该舰有至少9名水手SARS-CoV-2检测呈阳性。 作为预防措施，大约630名水手撤离该舰，使得疫情只蔓延到“约几十名 (a couple dozen)水手”。该舰原定于6月的公开入役仪式也因此取消。7月15日，的黎波里号在帕斯卡古拉入役。同年9月，的黎波里号转移到位于圣地亚哥的母港。

## 命名
的黎波里号两栖攻击舰是美国海军第三艘命名为“的黎波里”的舰艇。命名源自的黎波里战争（又称第一次巴巴里战争）。在这次战争中，美国海军陆战队带领着一群雇佣兵在昔兰尼加德尔纳取得了一场对奥斯曼的黎波里塔尼亚的决定性胜利，被称为德尔纳战役。这是历史上第一次，美国国旗飘扬在大西洋对岸的防御工事上。 根据伊拉克战争中2004年第二次费卢杰战役提出的“费卢杰”号命名也被提出过，但最终没被采纳。
先前两艘命名为“的黎波里”号的为美国海军CVE-64 卡萨布兰卡级护航航空母舰（1943-1958年）和LPH-10 硫磺島級兩棲突擊艦（1966-1995年）。

## 舰徽
徽章中的盾牌包括了深蓝、红和金三色，代表着美国海军和美国海军陆战队。盾牌左上角的太阳和沙丘象征着在德尔纳战役中，美国海军陆战队从埃及横穿北非沙漠，强行军到达战场。盾牌右上角的三叉戟代表着该舰拥有对空、对地和对海的三种能力，三叉戟中间的一道闪电代表F-35B “闪电II”战斗机。盾牌下面的荷花玉兰为建造地密西西比州的州花。
盾牌上方的三个锚，代表着德尔纳战役提供支持的三艘美国海军战舰，USS Argus (1803)，USS Hornet (1805)和USS Nautilus (1799)。两支交叉的来复枪下挂了10发子弹，象征着参与战役的8名海军陆战队员和2名海军水手。盾牌两侧插着四把剑，分别为海军（上方）和海军陆战队（下方）的军官剑。舰徽下方布条写着格言“IN AERE, TERRAM, MARIQUE”，意为“在空中，在地面，在海上”。

## 图集

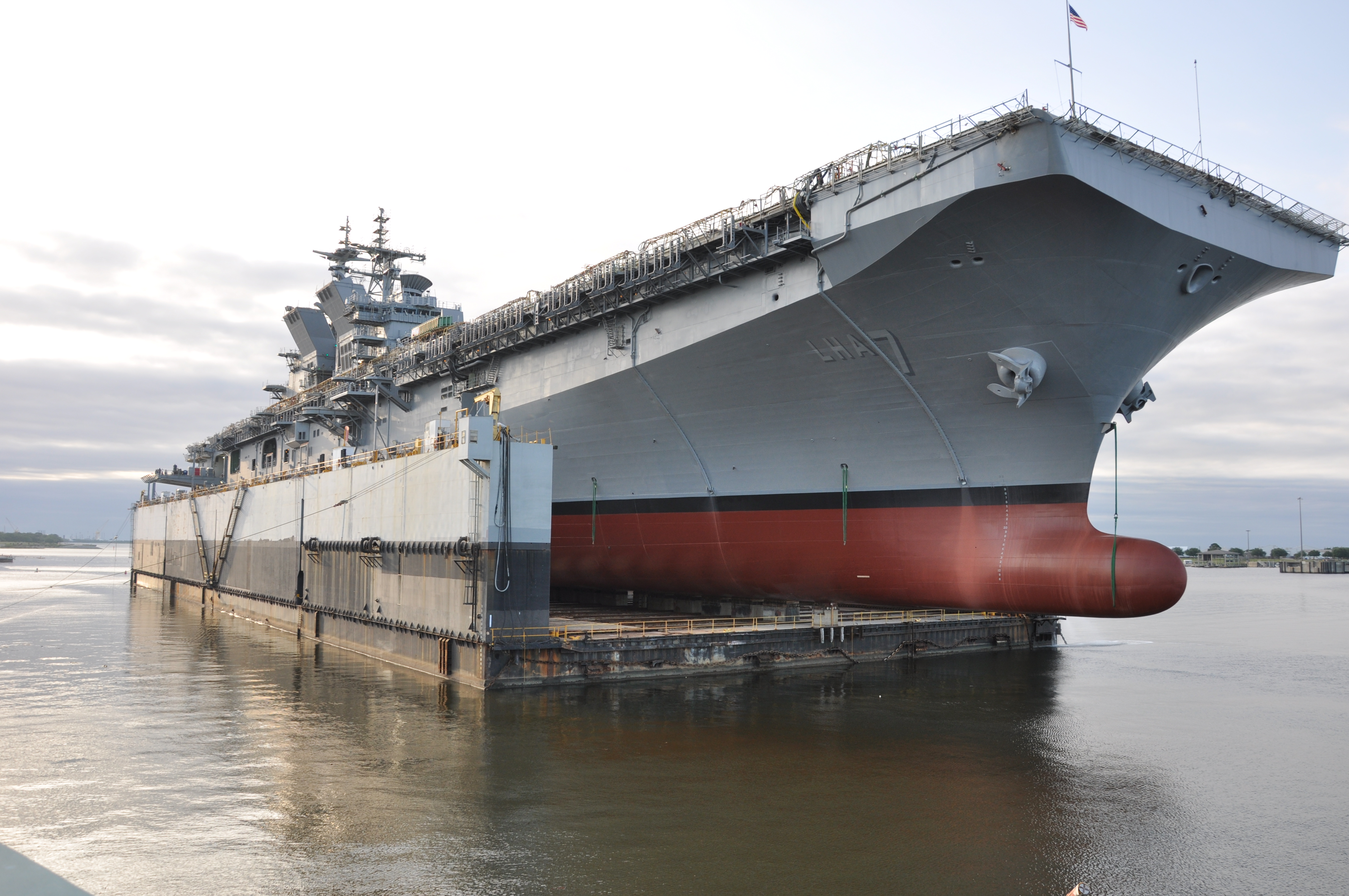
2017年5月1日的黎波里号在帕斯卡古拉下水
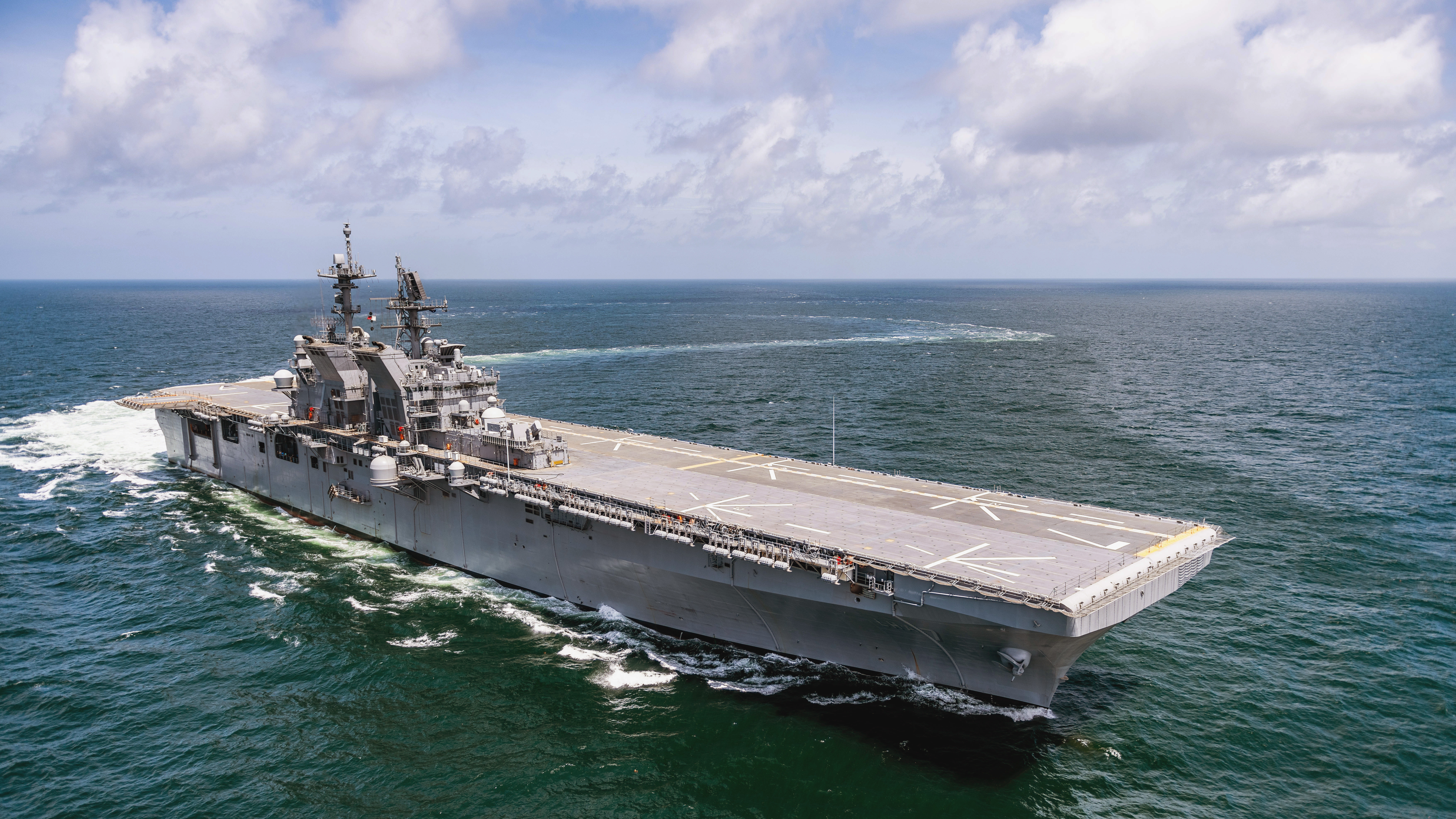
2019年7月15日的黎波里号在墨西哥湾海试
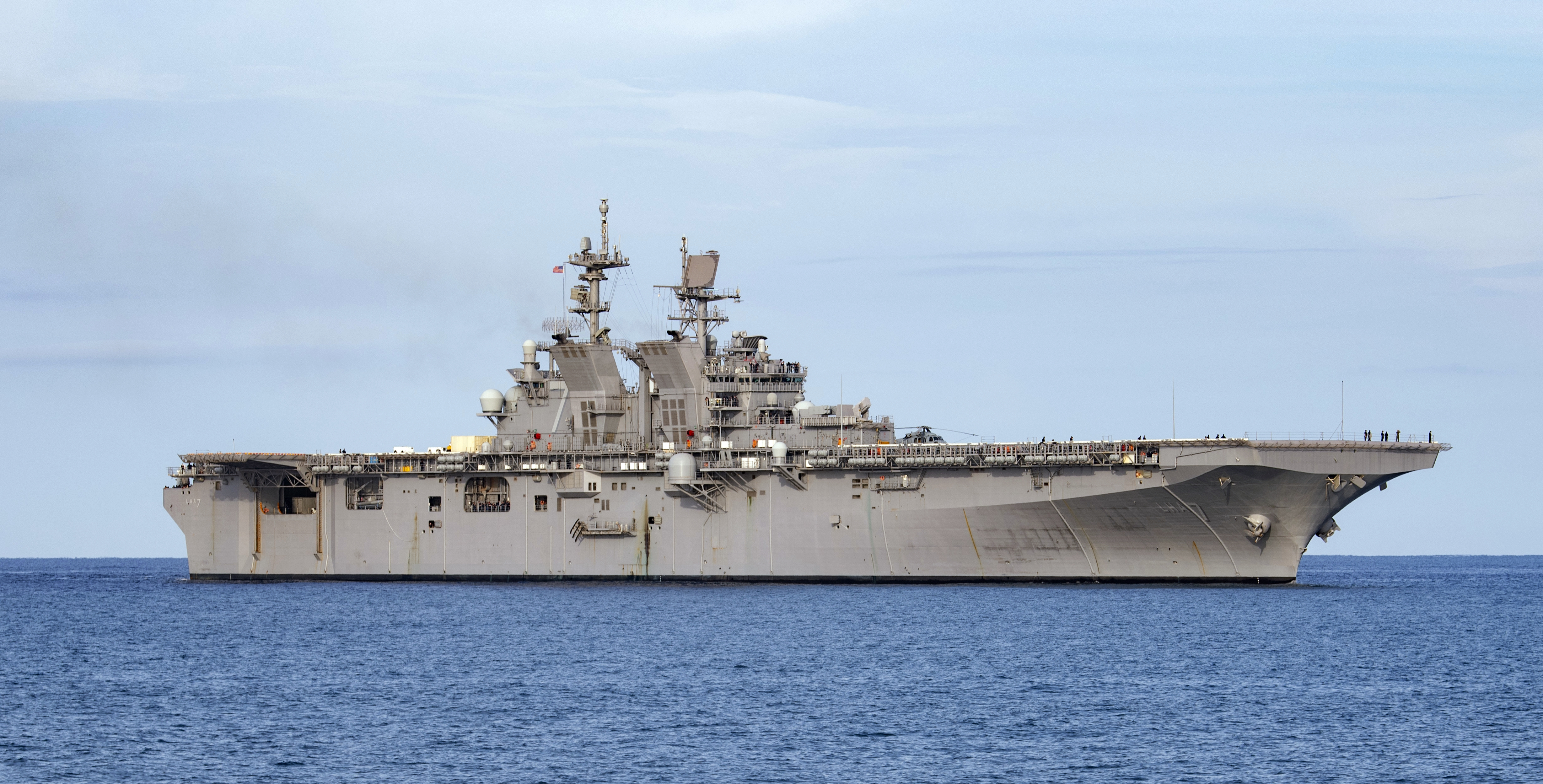
2020年8月3日的黎波里号在加勒比海
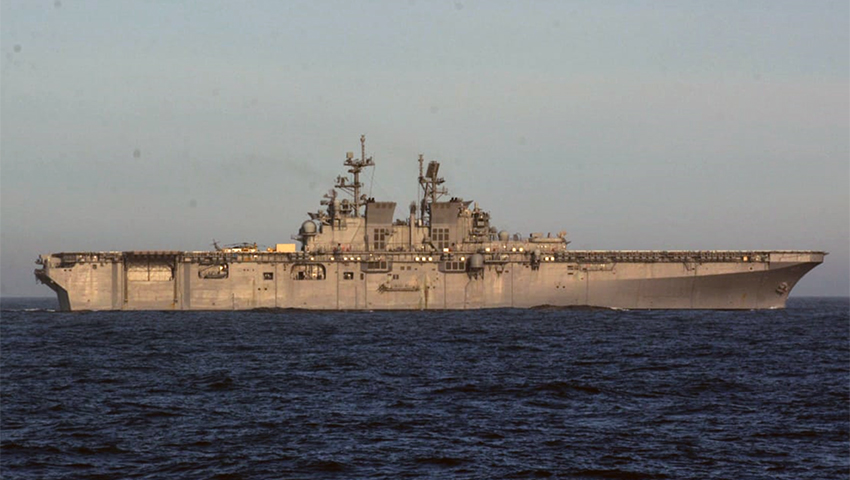
2020年8月23日的黎波里号在阿根廷专属经济区
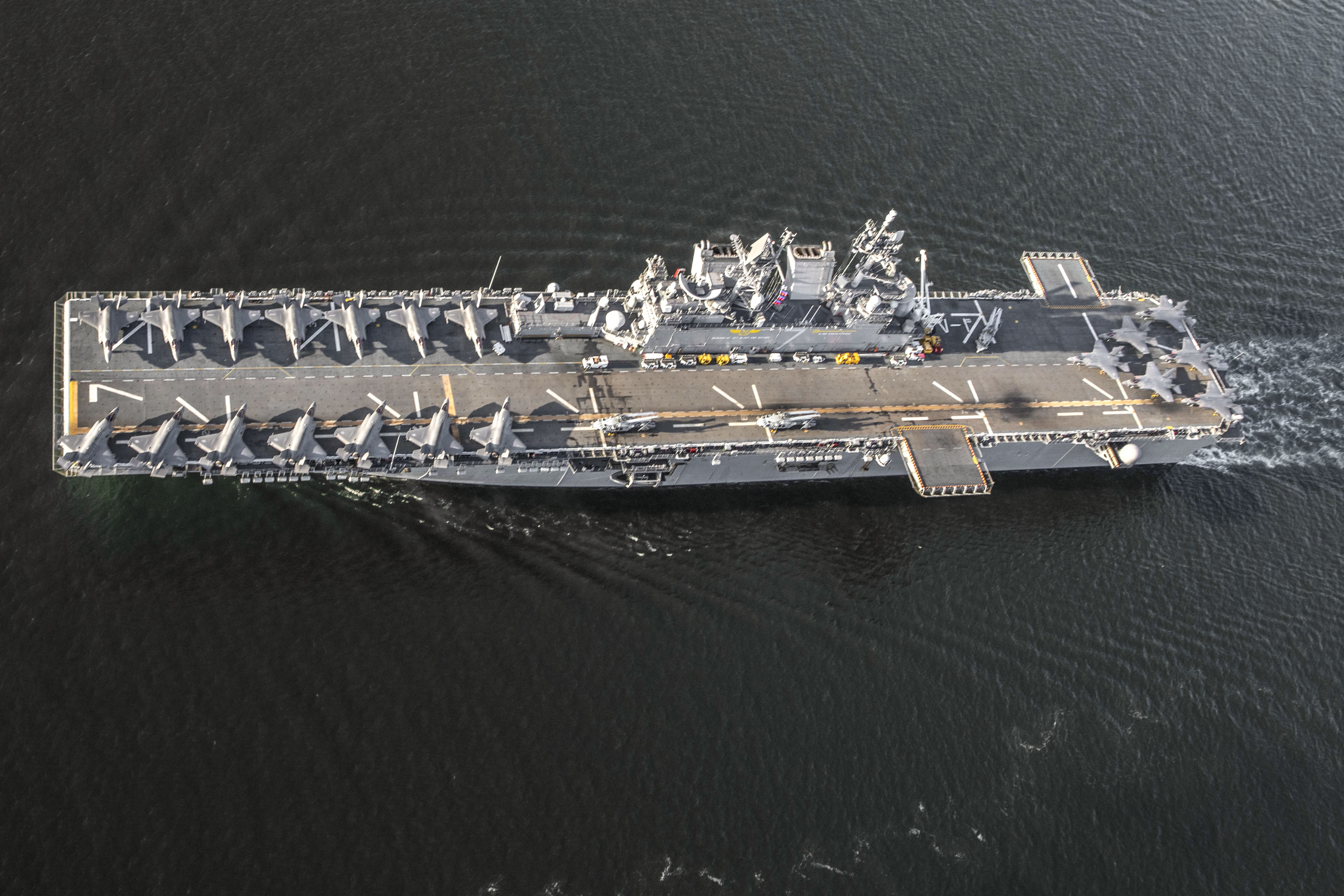
2022年4月7日的黎波里号上放置着20架F-35B “闪电II”